# 브로콜리 (기업)
브로콜리(Broccoli Co., Ltd., 株式会社ブロッコリー, Kabushiki-gaisha Burokkorī)는 만화, 애니메이션, 비디오 게임 및 트레이딩 카드 게임을 출판하는 일본 미디어 회사이다. 일본에서 비슷한 제품과 액세서리를 취급하는 게이머스(Gamers)라는 소매점 체인을 운영하고 있다. 브로콜리는 디지캐럿, 갤럭시 엔젤 및 아쿠에이리언 에이지 TCG 시리즈로 가장 잘 알려져 있다.

## 역사
브로콜리 북스의 편집자인 야마시타 사츠키는 애플과 유사한 기억에 남을 만한 이름을 만들고자 하는 사장의 바람을 회사가 이끌어냈다고 설명했다. 다른 과일이나 채소를 상상하는 동안 브로콜리에 도달했다. 이것은 거의 모든 언어에서 우연히 같은 이름을 가지고 있다.
2008년 1월 23일, 브로콜리는 "AniBro"라는 새로운 회사를 설립하기 위해 선도적인 업계 소매업체인 애니메이트와 협력할 것이라고 발표했다. 브로콜리는 애니메이트의 CEO가 경영하는 회사의 소수 지분 30%를 보유하고 있다.
2023년 4월 14일, 해피넷은 우호적인 인수 입찰을 통해 브로콜리를 완전 소유 자회사로 만드는 것을 목표로 하고 있다고 발표했다.